# Alison Pill

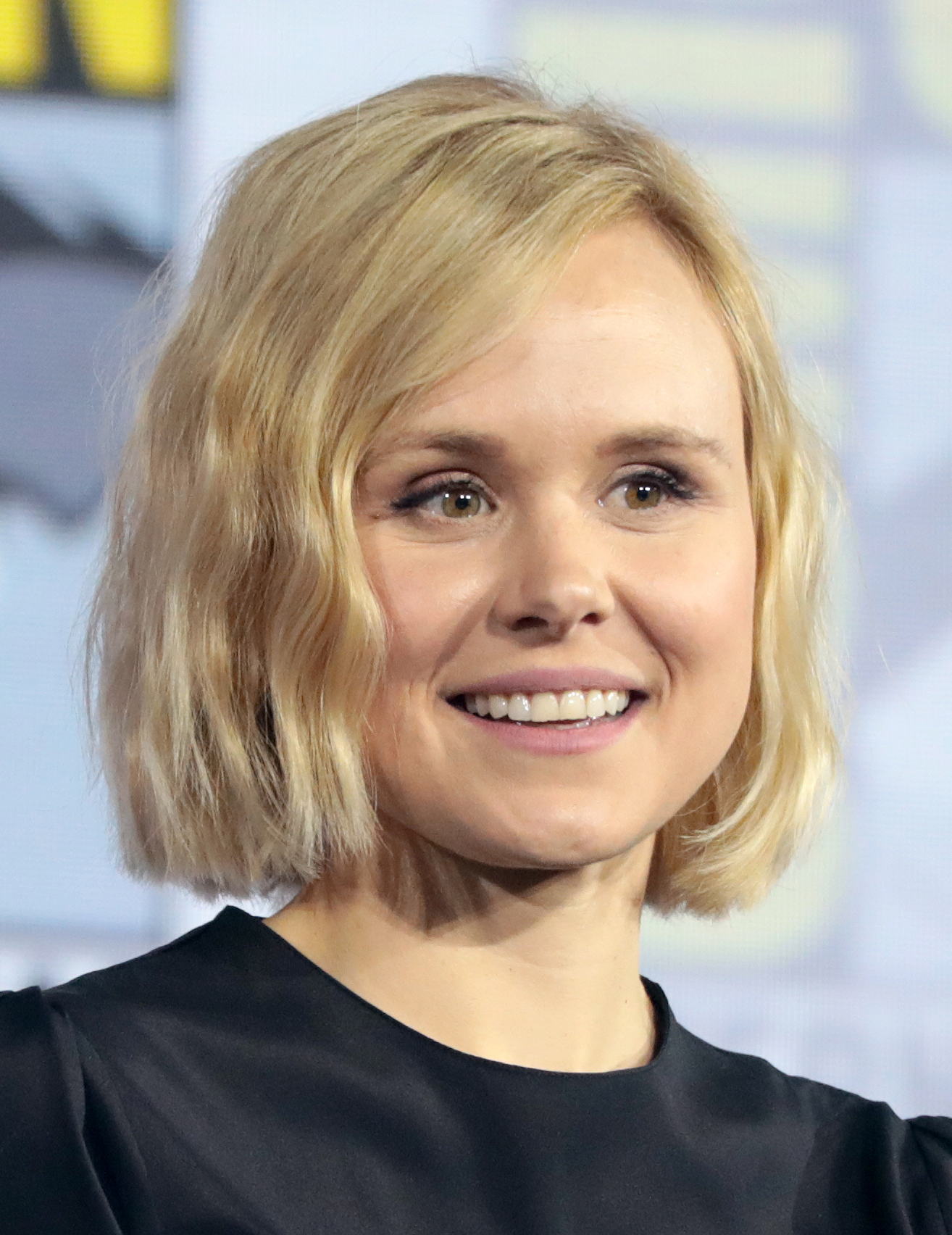
Alison Pill (2019)

Alison Courtney Pill (* 27. November 1985 in Toronto, Ontario) ist eine kanadische Schauspielerin.

## Leben und Karriere
Pill besuchte die Vaughan Road Academy in Toronto. Für die Rolle im Film Degas and the Dancer wurde sie im Jahr 2000 für den Young Artist Award nominiert. Ein Jahr später erfolgte eine weitere Nominierung für den Young Artist Award für die Rolle in der Fernsehkomödie Das zweite Ich. Für die Hauptrolle im Abenteuerfilm The Dinosaur Hunter gewann sie 2000 den Burbank International Children’s Film Festival Award. Im Jahr 2002 wurde sie für die Rolle im Filmdrama Stürmische Zeiten, in dem sie neben Elizabeth Perkins auftrat, für den Young Artist Award nominiert.
Im Filmdrama Mord im Schilf spielte sie ein Amish-Mädchen, welches des Mordes am eigenen Baby angeklagt wird und von der Anwältin Ellie Harrison (Mariska Hargitay) verteidigt wird. Im Filmdrama Dear Wendy trat sie neben Jamie Bell und Bill Pullman auf. In der Filmbiografie Milk verkörperte sie die lesbische Wahlkampfmanagerin von Harvey Milk (Sean Penn).
Pill arbeitet auch am Theater; sie trat unter anderem im Jahr 2006 in The Lieutenant of Inishmore am Lyceum Theater in New York City auf.
2018 wurde sie in die Academy of Motion Picture Arts and Sciences berufen, die jährlich die Oscars vergibt.
Von Mai 2011 bis Februar 2013 war sie mit dem ebenfalls kanadischen Schauspieler Jay Baruchel verlobt. Im Januar 2015 verlobte sie sich mit Joshua Leonard, Ende Mai 2015 heirateten die beiden.

## Filmografie (Auswahl)
- 1997: The New Ghostwriter Mysteries (Fernsehserie, Folge 1x05)
- 1998: Degas and the Dancer
- 1998: PSI Factor – Es geschieht jeden Tag (PSI Factor – Chronicles of the Paranormal, Fernsehserie, Folge 2x16)
- 1999: God’s New Plan (Fernsehfilm)
- 2000: Baby – Glück auf Zeit (Baby, Fernsehfilm)
- 2000: Der Schatz der Dinosaurier (The Dinosaur Hunter)
- 2000: Das zweite Ich (The Other Me)
- 2001: Stürmische Zeiten (What Girls Learn)
- 2001: Life with Judy Garland: Me and My Shadows (Fernsehfilm)
- 2002: Gefährliches Doppelleben – The Pilot’s Wife (The Pilot’s Wife, Fernsehfilm)
- 2003: Pieces of April – Ein Tag mit April Burns (Pieces of April)
- 2003: An Unexpected Love
- 2004: Bekenntnisse einer Highschool-Diva (Confessions of a Teenage Drama Queen)
- 2004: A Separate Peace (Fernsehfilm)
- 2004: Mord im Schilf (Plain Truth)
- 2005: Dear Wendy
- 2005: The Book of Daniel (Fernsehserie, 8 Folgen)
- 2006: Criminal Intent – Verbrechen im Visier (Law & Order: Criminal Intent, Fernsehserie, Folge 5x15)
- 2007: Dan – Mitten im Leben! (Dan in Real Life)
- 2008: Milk
- 2008: CSI: Vegas (CSI: Crime Scene Investigation, Fernsehserie, Folge 9x07)
- 2009: In Treatment – Der Therapeut (In Treatment, Fernsehserie, 7 Folgen)
- 2010: Goldstar, Ohio (Kurzfilm)
- 2010: Scott Pilgrim gegen den Rest der Welt (Scott Pilgrim vs. the World)
- 2010: Die Säulen der Erde (The Pillars of the Earth, Miniserie, 9 Folgen)
- 2011: Midnight in Paris
- 2011: Portraits in Dramatic Time
- 2011: Goon – Kein Film für Pussies (Goon)
- 2012: To Rome with Love
- 2012–2014: The Newsroom (Fernsehserie, 25 Folgen)
- 2013: Snowpiercer
- 2014: Cooties
- 2015: Zoom
- 2016: Hail, Caesar!
- 2016: The Family (Fernsehserie, 12 Folgen)
- 2016: Die Erfindung der Wahrheit (Miss Sloane)
- 2017: American Horror Story (Fernsehserie, 11 Folgen)
- 2018: Vice – Der zweite Mann (Vice)
- 2020–2022: Star Trek: Picard (Fernsehserie)
- 2020: Devs (Miniserie, 8 Folgen)
- 2021: Them (Fernsehserie, 8 Folgen)
- 2021: All My Puny Sorrows
- 2021: The Same Storm
- 2022: Archer (Fernsehserie, Stimme)
- 2023: Hello Tomorrow! (Fernsehserie)
- 2023: Eric LaRue
- 2023: Scott Pilgrim hebt ab (Scott Pilgrim Takes Off, Fernsehserie, Stimme)
- 2024: Trap: No Way Out (Trap)
- 2024: Young Werther